# Idalécio Silvestre Lopes Soares Rosa
Idalécio Silvestre Lopes Soares Rosa (Loulé, 27 de Setembro de 1973) é um futebolista português, que joga actualmente no Gondomar.